# Friedrich Huch
Friedrich Huch, född 19 juni 1873 i Braunschweig, död 12 maj 1913 i München, var en tysk författare. Han var kusin till Rudolf och Ricarda Huch.
Huch skrev ett flertal romaner, som förenar sober form med god psykologisk blick, särskilt i sina barnskidringar. Bland hans verk märks Peter Michel (1901), Geschwister (1903), Wandlungen (1905), Mao (1906) och Enzio (1911). Hans Gesammelte Werke med inledning av Thomas Mann utkom i 4 band 1925.